# Haggits Pillar
Haggits Pillar ist ein 65 m hoher Brandungspfeiler im Südlichen Ozean. Er ragt 170 m westlich der Scott-Insel sowie 504 km nordnordöstlich des Kap Adare an der Nordküste des Viktorialands in Antarktika auf.
Kapitän William Colbeck (1871–1930), Kommandant des Rettungsschiffs Morning bei der britischen Discovery-Expedition (1901–1904) unter der Leitung des britischen Polarforschers Robert Falcon Scott, entdeckte ihn im Dezember 1902. Der Name ist erstmals auf einer Karte verzeichnet, die der britische Polarforscher George Mulock im Zuge derselben Forschungsreise angefertigt hatte. Der weitere Benennungshintergrund ist nicht überliefert.